# Lucas Brumme
Lucas Brumme (* 25. September 1999 in Berlin) ist ein deutscher Fußballspieler.

## Karriere
Nach seinen Anfängen in der Jugend des 1. FC Union Berlin, für den er auch 9 Spiele in der B-Junioren-Bundesliga bestritt, wechselte er im Sommer 2016 in die Jugendabteilung des BFC Dynamo. Nachdem er für seinen Verein 51 Spiele in der Regionalliga Nordost bestritten hatte, bei denen ihm 10 Tore gelangen, wechselte er im Januar 2021 zum Drittligisten SV Wehen Wiesbaden. Dort kam er auch zu seinem ersten Einsatz im Profibereich, als er am 9. Januar 2021, dem 18. Spieltag, beim 1:1-Heim-Unentschieden gegen den Halleschen FC in der 68. Spielminute für Benedict Hollerbach eingewechselt wurde. Mit seinem Verein stieg er am Ende der Saison 2022/23 in die 2. Bundesliga auf.
Im Sommer 2023 wechselte er zu Rot-Weiss Essen und blieb somit der 3. Liga erhalten.

## Erfolge
- Aufstieg in die 2. Bundesliga: 2023